# نورا الجيزاوي
نورا الجيزاوي هي أكاديمية وناشطة حقوقيّة ومعارِضة سوريّة تعيشُ في مدينة تورنتو بدولة كندا. وُلدت نورا في سوريا وعاشت طفولتها وبعض السنين من شبابها هناك، إلى أن اعتقلها النظام السوري عام 2012 بسببِ نشاطها السياسي والحقوقي السلمي تزامنًا مع مرحلة الانتفاضة المدنية من الحرب الأهلية السورية، وهو ما اضطرها بعد الإفراجِ عنها للذهابِ لتركيا حيث قادت عديد المفاوضات ضمنَ الائتلاف الوطني لقوى الثورة والمعارضة للبحثِ عن حلولٍ للأزمة السوريّة، قبل أن تستقيلَ وتنتقل للعيش في كندا حيثُ ركّزت في عملها على توثيقِ انتهاكات النظام السوري وأنظمة أخرى بما في ذلك الانتهاكات على الإنترنت.

## الحياة المُبكّرة
عاشت الجيزاوي طفولتها في سوريا التي شهدت عددًا من المجازر خلال حكمِ حافظ الأسد، فضلًا عن التشديد الكبير والخناق ضد المعارضين والحقوقيين على حدٍ سواء. تحكي نورا عن سنواتها الأولى في سوريا حين كانت تدرسُ في الابتدائيّة وكيف لاحظت اختفاء آباء عددٍ من زملائها وزميلاتها التي شاركنها المدرسة دون أن تعرف السبب، إلى أن أدركت لاحقًا أنهم في سجون ومعتقلات الأسد بل إنّ بعضهم أُعدم دون محاكمات حقيقيّة وذات مصداقيّة.

## النشاط السياسي

### الثورة السورية
الاحتجاجات الأوليّة
درست نورا الجيزاوي في العاصمة دمشق للحصول على درجة الماجستير في الأدب المقارِن، وناقشت خلال هذه الفترة وفي أكثر من مناسبة فترة حكم الرئيس السوري بشار الأسد الذي خلفَ والده حافظ في حكمِ سوريا، كما شاركت ونظمت بعض المظاهرات الصغيرة والمحدودة،  وافتَتحت لها مدونة على الإنترنت نشرت فيها مقالات نقديّة لبشار ونظام حكمه.
الاعتقال
شهدَ عام 2011 بداية ثورات الربيع العربي والتي وصلت لسوريا، فقادت نورا وآخرين احتجاجاتٍ مناهضة للحكومة السوريّة بقيادة الأسد في حمص. رغم نشاطها السياسي السلمي فقد اعتُقلت الجيزاوي من طرفِ شعبة الاستخبارات العسكرية في 28 آذار/مارس 2012.  احتُجزت خلال فترة اعتقالها في سجون مختلفة، وتعرَّضت للتعذيب بالكهرباء واستُجوبت لمدة 12 ساعة في اليوم. حُرمت أثناء اعتقالها من الاتصال بمحامٍ أو الاتصال بأسرتها، وهددتها شعبة الاستخبارات العسكريّة بإيذاء أصدقائها وعائلتها، كما صُودر جهاز الكمبيوتر المحمول الخاص بها، والذي كان يحتوي على مشروع تخرّجها، الذي حُذف ومواد دراسيّة أخرى كما حُذف اسمها من سجّلات الجامعة من قِبل النظام السوري.
الإفراج
بعد حملةٍ دوليةٍ قادتها منظمة مراسلون بلا حدود، أفرجَ النظام السوري عن نورا الجيزاوي من السجنِ في وقتٍ ما من عام 2012 ففرَّت إلى تركيا تحت وطأة تجديدِ الاعتقال وباقي التضييقات التي مارسها عناصر في الأمنِ السوري ضدّها.

### الائتلاف الوطني لقوى الثورة والمعارضة
في تركيا استمرَّ نشاطُ الجيزاوي ضد النظام السوري بقيادة بشار الأسد، وبحلول عام 2014 انتُخبت الناشطة والأكاديميّة السورية نائبا لرئيس الائتلاف الوطني لقوى الثورة والمعارضة السورية. قادت في منصبها الجديد عديد المفاوضات، في محاولةٍ لإيجاد السلام والعدالة. رغم نشاطها السلمي ومن خارجِ سوريا حتى، فقد استمرّت التضييقات الأمنيّة ضدها من قِبل النظام السوري وعملائه، حيث تعرَّض بريدها الإلكتروني في عام 2016 لمحاولة قرصنة أحبطها مختبر سيتزن لاب التابع لجامعة تورنتو. استقالت في وقتٍ لاحقٍ من عام 2016 من منصبها كنائبٍ في الائتلاف الوطني لقوى الثورة والمعارضة بعد أن خلصت إلى أنَّ مفاوضات السلام ميؤوسٌ منها.

### توثيق الانتهاكات
قُبلت الجيزاوي في عام 2017 في برنامج الباحثين المعرضين للخطر (بالإنجليزية: Scholars-at-risk program)‏ بجامعة تورنتو فانتقلت للعيشِ في كندا. درست نورا هناك للحصولِ على درجة الماجستير في الشؤون الدوليّة في مدرسة مونك للشؤون الدوليّة، حيثُ ركّزت في دراستها على برنامج غينيا لعلاج الملاريا والقضاء عليها.
سافرت الجيزاوي في شباط/فبراير 2018 إلى مدينة جنيف لتقديم أدلةٍ لمجلس حقوق الإنسان التابع للأمم المتحدة حول الوضعِ في سوريا. استمرَّ نشاطُ نورا في توثيق انتهاكات النظام ضدّ الشعب السوري، كما وثَّقت الانتهاكات الحقوقيّة التي تقوم بها أنظمةٌ أخرى بما في ذلك الانتهاكات على الإنترنت، وبحلول عام 2021 شكرت المجلة الدولية للاتصالات (بالإنجليزية: International Journal of Communication for)‏ نورا على دعمها في توثيق المعلومات المضللة عبر الإنترنت.

## الحياة الخاصّة
تعيشُ نورا الجيزاوي في كندا مع زوجها ولديهما ابنة واحدة وُلدت عام 2015.